# Uhrichsville
|  | Dieser Artikel wurde aufgrund von inhaltlichen Mängeln auf der Qualitätssicherungsseite des Projektes USA eingetragen. Hilf mit, die Qualität dieses Artikels auf ein akzeptables Niveau zu bringen, und beteilige dich an der Diskussion! Eine nähere Beschreibung der zu behebenden Mängel fehlt. |

Uhrichsville ist eine City im Tuscarawas County, Ohio, Vereinigte Staaten. Die Bevölkerung war 5.272 bei der Zählung von 2020. Der Claymont-Schulbezirk ist der Hauptausbildungsversorger für die Stadt von Uhrichsville und für den Ort Dennison. Uhrichsville ist das zu Hause eines neuen Wasserparks, dem Uhrichsville Wasser-Park, der im Juni 2008 öffnete.

## Persönlichkeiten
- Simon Wolf (1836–1923), Anwalt und Diplomat